# Physiomorphus rufolineatus
Physiomorphus rufolineatus es una especie de coleóptero de la familia Mycteridae.

## Distribución geográfica
Habita en Paraguay y Brasil.